# ティム・ジェニングス
ティム・ジェニングス（Tim Jennings 1983年12月24日 - ）はサウスカロライナ州オレンジバーグ出身のアメリカンフットボール選手。現在フリーエージェント。ポジションはコーナーバック。

## 経歴
ジョージア大学から2006年のNFLドラフト2巡62位でインディアナポリス・コルツに指名されて入団した。1年目の2006年、チームはスーパーボウルを制した。コルツには2009年まで4シーズン所属し、53試合に出場、4インターセプトをあげた。
フリーエージェントとなった彼はシカゴ・ベアーズと2年契約を結び、チャールズ・ティルマンの逆サイドを守った。
2010年のバッファロー・ビルズ戦ではインターセプトリターンTDをあげている。
2011年の第15週、シアトル・シーホークス戦の後、控えに降格されたが、グリーンベイ・パッカーズ戦で代役のザック・ボウマンがビッグプレーを許したため、最終週のミネソタ・バイキングス戦では先発に戻った。
2012年3月、ベアーズと2年契約を果たした。この年のインディアナポリス・コルツとの開幕戦でアンドリュー・ラックから2インターセプトをあげ、クリス・コンテのインターセプトも彼がはじいたものであった。2011年の最終戦から、2012年の第3週、セントルイス・ラムズ戦まで4戦連続でインターセプトをあげたが、これはベアーズの選手としては1986年のデイブ・デュアソン以来26年ぶりのことであった。9月にNFLトップの4インターセプトをあげて、NFC月間最優秀守備選手に選ばれている。この年、14試合に出場し、60タックル、9インターセプトをあげてプロボウルに選出された。
2013年、全16試合で先発し、57タックル、4インターセプト、2リターンTDをあげた。2014年1月2日、ベアーズと4年間の契約延長を果たした。
2014年は全16試合に出場したが、インターセプト0に終わり、スピード違反で逮捕されるなどトラブルを起こしていた。2015年8月30日、ベアーズから解雇された。

## 人物
身長は、5フィート8インチと小柄だが、タックル能力があり、カバー2のスキームに適している。
従兄弟のドニー・エイブラハムもNFLでプレーした。